# 支氣管痙攣
支气管痉挛（英語：Bronchospasm）是指小支氣管壁的肌肉突然出現收缩。支氣管痙攣會导致患者氣道變窄，通氣阻力增加，並出現程度不一的呼吸困难。